# Manifesto: Day 1
Manifesto: Day 1 es el tercer EP del grupo surcoreano Enhypen. Se lanzó el 4 de julio de 2022 a través de Belift Lab. Consiste en seis pistas e incluye el sencillo principal «Future Perfect (Pass the Mic)».

## Antecedentes y lanzamiento
El 14 de junio, Belift Lab anunció que Enhypen lanzaría su tercer EP, Manifesto: Day 1, el 4 de julio de 2022.

## Lista de canciones
| N.º   | Título                          | Escritor(es) | Productor(es)             | Duración |  |
| 1.    | «Walk the Line»                 | Wonderkid, Shin Kung, Hybe, Ca$hcow, Soma Genda, "Hitman" Bang, El Capitxn y Vendors (polar)                             | Wonderkid y Shin Kung     | 2:04     |  |
| 2.    | «Future Perfect (Pass the Mic)» | Wonderkid, "Hitman" Bang, Supreme Boi, Jacob Aaron y The Hub 88                                                          | Wonderkid y "Hitman" Bang | 3:01     |  |
| 3.    | «ParadoXXX Invasion»            | Wonderkid, Alexander Karlsson, BreadBeat, Supreme Boi, Danke, January 8th, Lee Seuran, "Hitman" Bang, Aaron y The Hub 88 | Wonderkid y BreadBeat     | 3:07     |  |
| 4.    | «TFW (That Feeling When)»       | Wonderkid, DJ Kayvon, Softserveboy, Alex Keem, Danke, Perc%nt, Jo Miyang, Jo Yoonkyung, Shin Kung y January 8th          | Wonderkid                 | 3:18     |  |
| 5.    | «Shout Out»                     | Waveshower, Andy Love, Lee Leejin, Goo Taewoo, "Hitman" Bang, Danke y Jake                                               | Waveshadow                | 3:48     |  |
| 6.    | «Foreshadow»                    | Wonderkid, Ca$hcow, Hybe y "Hitman" Bang                                                                                 | Wonderkid y Ca$hcow       | 2:27     |  |
| 17:45 |                                 | |                           |          |  |